# Strzelectwo na Igrzyskach Europejskich 2023
Strzelectwo na Igrzyskach Europejskich 2023 - rozgrywane będzie w dniach 22 czerwca - 2 lipca 2023r. na Strzelnicy Sportowej we Wrocławiu.

## Harmonogram
Sporządzono na podstawie:
| T | Trening | Q | Kwalifikacje | F | Mecz o złoty medal |

| DataKonkurencja                                       | 21 ŚR | 22 CZE | 22 CZE | 23 PIĄ | 23 PIĄ | 24 SB | 24 SB | 25 ND | 25 ND | 26 PON | 27 WT | 27 WT | 28 ŚR | 29 CZW | 29 CZW | 30 PIĄ | 30 PIĄ | 1 SB | 1 SB | 2 ND | 2 ND |
| ----------------------------------------------------- | ----- | ------ | ------ | ------ | ------ | ----- | ----- | ----- | ----- | ------ | ----- | ----- | ----- | ------ | ------ | ------ | ------ | ---- | ---- | ---- | ---- |
| Karabin pneumatyczny, 10 m                            |       | T      | T      | Q      | F      |       |       |       |       |        |       |       |       |        |        |        |        |      |      |      |      |
| Karabin małokalibrowy, trzy postawy, 50 m             |       |        |        |        |        | T     | T     | Q     | F     |        |       |       |       |        |        |        |        |      |      |      |      |
| Pistolet pneumatyczny, 10 m                           | T     | Q      | F      |        |        |       |       |       |       |        |       |       |       |        |        |        |        |      |      |      |      |
| Pistolet szybkostrzelny, 25 m                         |       |        |        |        |        |       |       |       |       |        |       |       | T     | Q      | Q      | Q      | F      |      |      |      |      |
| Trap                                                  |       |        |        |        |        |       |       |       |       |        |       |       | T     | Q      | Q      | Q      | F      |      |      |      |      |
| Skeet                                                 |       |        |        | T      | T      | Q     | Q     | Q     | F     |        |       |       |       |        |        |        |        |      |      |      |      |
| Karabin pneumatyczny, 10 m - drużynowo                |       |        |        |        |        | Q     | F     |       |       |        |       |       |       |        |        |        |        |      |      |      |      |
| Karabin małokalibrowy, trzy postawy, 50 m - drużynowo |       |        |        |        |        |       |       |       |       |        |       |       |       | Q      | F      |        |        |      |      |      |      |
| Pistolet pneumatyczny, 10 m - drużynowo               |       |        |        |        |        | Q     | F     |       |       |        |       |       |       |        |        |        |        |      |      |      |      |
| Pistolet szybkostrzelny, 25 m - drużynowo             |       |        |        |        |        |       |       |       |       |        |       |       |       |        |        |        |        | Q    | F    |      |      |
| Trap - drużynowo                                      |       |        |        |        |        |       |       |       |       |        |       |       |       |        |        |        |        |      |      | Q    | F    |
| Skeet - drużynowo                                     |       |        |        |        |        |       |       |       |       |        | Q     | F     |       |        |        |        |        |      |      |      |      |

| DataKonkurencja                                       | 21 ŚR | 22 CZE | 22 CZE | 23 PIĄ | 23 PIĄ | 24 SB | 24 SB | 25 ND | 25 ND | 26 PON | 26 PON | 27 WT | 27 WT | 28 ŚR | 28 ŚR | 29 CZW | 29 CZW | 30 PIĄ | 30 PIĄ | 1 SB | 2 ND | 2 ND |
| ----------------------------------------------------- | ----- | ------ | ------ | ------ | ------ | ----- | ----- | ----- | ----- | ------ | ------ | ----- | ----- | ----- | ----- | ------ | ------ | ------ | ------ | ---- | ---- | ---- |
| Karabin pneumatyczny, 10 m                            |       | T      | T      | Q      | F      |       |       |       |       |        |        |       |       |       |       |        |        |        |        |      |      |      |
| Karabin małokalibrowy, trzy postawy, 50 m             |       |        |        |        |        |       |       | T     | T     | Q      | F      |       |       |       |       |        |        |        |        |      |      |      |
| Pistolet pneumatyczny, 10 m                           | T     | Q      | F      |        |        |       |       |       |       |        |        |       |       |       |       |        |        |        |        |      |      |      |
| Pistolet szybkostrzelny, 25 m                         |       |        |        |        |        | T     | T     | T     | Q     | Q      | F      |       |       |       |       |        |        |        |        |      |      |      |
| Trap                                                  |       |        |        |        |        |       |       |       |       |        |        |       |       | T     | T     | Q      | Q      | Q      | F      |      |      |      |
| Skeet                                                 |       |        |        | T      | T      | Q     | Q     | Q     | F     |        |        |       |       |       |       |        |        |        |        |      |      |      |
| Karabin pneumatyczny, 10 m - drużynowo                |       |        |        |        |        | Q     | F     |       |       |        |        |       |       |       |       |        |        |        |        |      |      |      |
| Karabin małokalibrowy, trzy postawy, 50 m - drużynowo |       |        |        |        |        |       |       |       |       |        |        |       |       |       |       | Q      | F      |        |        |      |      |      |
| Pistolet pneumatyczny, 10 m - drużynowo               |       |        |        |        |        | Q     | F     |       |       |        |        |       |       |       |       |        |        |        |        |      |      |      |
| Pistolet szybkostrzelny, 25 m - drużynowo             |       |        |        |        |        |       |       |       |       |        |        |       |       | Q     | F     |        |        |        |        |      |      |      |
| Trap - drużynowo                                      |       |        |        |        |        |       |       |       |       |        |        |       |       |       |       |        |        |        |        |      | Q    | F    |
| Skeet - drużynowo                                     |       |        |        |        |        |       |       |       |       |        |        | Q     | F     |       |       |        |        |        |        |      |      |      |

| DataKonkurencja                           | 21 ŚR | 22 CZE | 22 CZE | 23 PIĄ | 23 PIĄ | 24 SB | 25 ND | 26 PON | 26 PON | 27 WT | 27 WT | 28 ŚR | 28 ŚR | 29 CZW | 30 PIĄ | 1 SB | 1 SB | 2 ND |
| ----------------------------------------- | ----- | ------ | ------ | ------ | ------ | ----- | ----- | ------ | ------ | ----- | ----- | ----- | ----- | ------ | ------ | ---- | ---- | ---- |
| Karabin pneumatyczny, 10 m                | T     | Q      | F      |        |        |       |       |        |        |       |       |       |       |        |        |      |      |      |
| Pistolet pneumatyczny, 10 m               |       | T      | T      | Q      | F      |       |       |        |        |       |       |       |       |        |        |      |      |      |
| Karabin małokalibrowy, trzy postawy, 50 m |       |        |        |        |        |       |       |        |        | T     | T     | Q     | F     |        |        |      |      |      |
| Pistolet szybkostrzelny, 25 m             |       |        |        |        |        |       |       | T      | T      | Q     | F     |       |       |        |        |      |      |      |
| Trap                                      |       |        |        |        |        |       |       |        |        |       |       |       |       |        |        | Q    | F    |      |
| Skeet                                     |       |        |        |        |        |       |       | Q      | F      |       |       |       |       |        |        |      |      |      |

## Kwalifikacje

### Zasady kwalifikacji
Na podstawie:

## Rezultaty

### Mężczyźni
| Konkurencja                                           | Złoto | Wynik | Srebro | Wynik | Brąz | Wynik |
| Karabin pneumatyczny, 10 m                            |       |       |        |       |      |       |
| Karabin małokalibrowy, trzy postawy, 50 m             |       |       |        |       |      |       |
| Pistolet pneumatyczny, 10 m                           |       |       |        |       |      |       |
| Pistolet szybkostrzelny, 25 m                         |       |       |        |       |      |       |
| Trap                                                  |       |       |        |       |      |       |
| Skeet                                                 |       |       |        |       |      |       |
| Karabin pneumatyczny, 10 m - drużynowo                |       |       |        |       |      |       |
| Karabin małokalibrowy, trzy postawy, 50 m - drużynowo |       |       |        |       |      |       |
| Pistolet pneumatyczny, 10 m - drużynowo               |       |       |        |       |      |       |
| Pistolet szybkostrzelny, 25 m - drużynowo             |       |       |        |       |      |       |
| Trap - drużynowo                                      |       |       |        |       |      |       |
| Skeet - drużynowo                                     |       |       |        |       |      |       |

### Kobiety
| Konkurencja                                           | Złoto | Wynik | Srebro | Wynik | Brąz | Wynik |
| Karabin pneumatyczny, 10 m                            |       |       |        |       |      |       |
| Karabin małokalibrowy, trzy postawy, 50 m             |       |       |        |       |      |       |
| Pistolet pneumatyczny, 10 m                           |       |       |        |       |      |       |
| Pistolet szybkostrzelny, 25 m                         |       |       |        |       |      |       |
| Trap                                                  |       |       |        |       |      |       |
| Skeet                                                 |       |       |        |       |      |       |
| Karabin pneumatyczny, 10 m - drużynowo                |       |       |        |       |      |       |
| Karabin małokalibrowy, trzy postawy, 50 m - drużynowo |       |       |        |       |      |       |
| Pistolet pneumatyczny, 10 m - drużynowo               |       |       |        |       |      |       |
| Pistolet szybkostrzelny, 25 m - drużynowo             |       |       |        |       |      |       |
| Trap - drużynowo                                      |       |       |        |       |      |       |
| Skeet - drużynowo                                     |       |       |        |       |      |       |

### Mieszane
| Konkurencja                               | Złoto | Wynik | Srebro | Wynik | Brąz | Wynik |
| Karabin pneumatyczny, 10 m                |       |       |        |       |      |       |
| Pistolet pneumatyczny, 10 m               |       |       |        |       |      |       |
| Karabin małokalibrowy, trzy postawy, 50 m |       |       |        |       |      |       |
| Pistolet szybkostrzelny, 25 m             |       |       |        |       |      |       |
| Trap                                      |       |       |        |       |      |       |
| Skeet                                     |       |       |        |       |      |       |

## Klasyfikacja medalowa
*   Gospodarz ( Polska)
| Miejsce | Reprezentacja | Złoto | Srebro | Brąz | Razem |
| ------- | ------------- | ----- | ------ | ---- | ----- |
| Razem   | Razem         | 0     | 0      | 0    | 0     |